# Lomaptera semicastanea
Lomaptera semicastanea är en skalbaggsart som beskrevs av Ernst Gustav Kraatz 1887. Lomaptera semicastanea ingår i släktet Lomaptera och familjen Cetoniidae. Inga underarter finns listade i Catalogue of Life.